# Syców (gemeente)
De gemeente Syców is een stad- en landgemeente in het Poolse woiwodschap Neder-Silezië, in powiat Oleśnicki.
De zetel van de gemeente is in Syców.
Op 30 juni 2004 telde de gemeente 16 374 inwoners.

## Oppervlakte gegevens
In 2002 bedroeg de totale oppervlakte van gemeente Syców 144,79 km², waarvan:
- agrarisch gebied: 62%
- bossen: 30%

De gemeente beslaat 13,79% van de totale oppervlakte van de powiat.

## Demografie
Stand op 30 juni 2004:
| Omschrijving                   | Totaal | Totaal | Vrouwen | Vrouwen | Mannen | Mannen |
| ------------------------------ | ------ | ------ | ------- | ------- | ------ | ------ |
| eenheid                        | aantal | %      | aantal  | %       | aantal | %      |
| inwoners                       | 16 374 | 100    | 8426    | 51,5    | 7948   | 48,5   |
| bevolkingsdichtheid (inw./km²) | 113,1  | 113,1  | 58,2    | 58,2    | 54,9   | 54,9   |

In 2002 bedroeg het gemiddelde inkomen per inwoner 1084,3 zł.

## Administratieve plaatsen (sołectwo)
Biskupice, Drołtowice, Działosza, Gaszowice, Komorów, Nowy Dwór, Stradomia Wierzchnia, Szczodrów, Ślizów, Wielowieś, Wioska, Zawada.

## Overige plaatsen
Bielawki, Błotnik, Dłusko, Lesieniec, Ligota Dziesławska, Maliszów, Niwki Garbarskie, Nowy Świat, Pawełki, Pawłowice, Radzyna, Święty Marek, Trzy Chałupy, Widawki, Wojciechowo Wielkie, Zawady, Zieleniec.

## Aangrenzende gemeenten
Dziadowa Kłoda, Kobyla Góra, Międzybórz, Oleśnica, Perzów, Twardogóra